# Tahtalı Dağı
Tahtalı Dağı (nota anche come Olimpo licio) è una montagna alta 2.366 m s.l.m. Si trova nel Tauro occidentale, nel sud-ovest della Turchia.
La montagna fa parte del Parco nazionale costiero del Beydağları.